# Проклятий Юнайтед
«Проклятий Юнайтед» (англ. The Damned United) — британська спортивна драма 2009 року, знята режисером Томом Гупером за однойменним бестселером Девіда Піса, заснованому на авторській оцінці діяльності Браяна Клафа на посаді головного тренера футбольного клубу Лідс Юнайтед у 1974 році. Спочатку фільм повинен був знімати Стівен Фрірс, однак у листопаді 2007 року він покинув проєкт. Том Гупер замінив його та знімав фільм з травня по липень 2008 року. Прем'єра кінокартини відбулася 27 березня 2009 року у Великій Британії.

## Сюжет
Після відходу головного тренера «Лідса» Дона Реві на посаду головного тренера збірної Англії керівництво клубу запрошує на його місце Браяна Клафа, який раніше зміг вивести скромний клуб «Дербі Каунті» у перший дивізіон Футбольної ліги та зробити команду її переможцем 1972 року. 1973 року Клаф дійшов з «Дербі» до півфіналу Кубка європейських чемпіонів, але вже в наступному році через конфлікт з керівництвом клубу разом з помічником Пітером Тейлором покинув його. 
Браяну надходить пропозиція очолити футбольний клуб «Лідс Юнайтед», що є лідером чемпіонату Англії. Хоча Клаф неодноразово критикував гравців цієї команди за грубу гру і конфліктував з їх колишнім тренером, він приймає цю пропозицію. Але в «Лідс Юнайтед» відмовляється переходити Пітер Тейлор, який багато років допомагав йому в тренерській роботі. 
У підсумку Клаф керував командою всього 44 дні. Гравці команди ставляться до нього з ненавистю через його висловлювання про їхнього попереднього тренера та їхню гру. Після цього Браяна звільняють з посади головного тренера, і він разом зі своїм помічником йде в «Ноттінгем Форест». 
В епілозі фільму йдеться про те, що Дон Реви показав свою повну неспроможність як головний тренер англійської збірної та згодом ніколи не працював в Англії, переїхавши на Близький Схід. Браян Клаф і Пітер Тейлор возз'єдналися в клубі «Ноттінгем Форест», де змогли повторити свої досягнення з «Дербі», вивівши клуб у перший дивізіон та вигравши з ним чемпіонат Англії, а надалі двічі ставши володарями Кубка чемпіонів. В кінці фільму Клафа називають «найкращим тренером, який ніколи не тренував збірну Англії».

## У ролях
- Майкл Шин — Браян Клаф, колишній головний тренер «Дербі Каунті», новий головний тренер «Лідс Юнайтед».
- Тімоті Сполл — Пітер Тейлор, помічник Клафа в «Дербі Каунті».
- Колм Міні — Дон Реві, колишній головний тренер «Лідса», новий головний тренер збірної Англії.
- Джим Бродбент — Сем Лонгсон, президент клубу «Дербі Каунті».
- Моріс Роевз — Джиммі Гордон, помічник Клафа в «Лідс Юнайтед».
- Елізабет Карлінґ — Барбара Клаф, дружина Браяна Клафа.
- Стівен Ґрем — Біллі Бремнер, капітан «Лідс Юнайтед».
- Генрі Ґудман — Мені Казінс, президент клубу «Лідс Юнайтед».
- Джиммі Реддінґтон — Кейт Арчер, генеральний менеджер «Лідса».
- Ліам Томас — Ліс Кукер, асистент Реви в «Лідсі» та збірної Англії.
- Джо Демпсі — Данкан Маккензі.
- Ральф Айнесон — репортер.

## Знімання

### Підготовка до створення фільму
2006 року Стівен Артур Фрірз прочитав книгу «Проклятий Юнайтед» під час поїздки на Венеційський кінофестиваль. Книга йому сподобалася, про що він сказав продюсеру свого попереднього фільму, «Королеви» Енді Гаррісу. Він надіслав книгу Пітеру Морґану, із яким він також працював над "Королевою".. Моргану сподобалася ця ідея. Робота над проєктом продовжилася в лютому 2007 року, коли до нього долучився виконавчий продюсер BBC Films Крістін Ланган, один з творців «Королеви». З самого початку Фрірз запропонував Майкла Шина на роль Клафа. Він був обраний за зовнішньої схожості з Браяном Клафом. 
З Фрірзом як режисером знімання було заплановано на кінець 2007 року. Він покинув проєкт в листопаді, сказавши, що «вирушив у переслідування того, що завело його в глухий кут». Том Гупер замінив його. Він познайомився з літературою, присвяченою Клафу, а також планував зустрітися з його сім'єю і з деким з колишніх гравців «Лідса». Кастинг тривав до травня 2008. 

### Знімання
Знімальний процес протривав з 25 травня по 2 липня в Йоркширі, Дербі і на Майорці. 
Автостоянку біля стадіону «Елланд Роуд» змінили так, щоб вона була схожою на тренувальний майданчик «Лідса». За тиждень було завершено знімання в Скарборо, представленому у фільмі як Брайтон. 

### Прокат
Фільм вийшов у Великій Британії 27 березня 2009 року. У США фільм вийшов в обмежений прокат 25 вересня. Світові збори фільму склали 3 989 388 доларів. 

## Критика
Вдова Браяна Клафа Барбара, яка критикувала книгу, висловила розчарування і в її екранізації — за її словами, багато подій у ній перекручені. Енді Гаррі у відповідь заявив, що «мета кінематографістів полягає в тому, щоб розповісти чудову та дивовижну історію з універсальними темами успіху, ревнощів та зради». Також розчарування родини Клафа викликало рішення Sony випустити картину через 6 днів після 74-го дня народження Браяна, хоча робота над нею була давно завершена. Також у фільмі були відзначені численні помилки та розбіжності. 